# Edelsberg (Allgäuer Alpen)

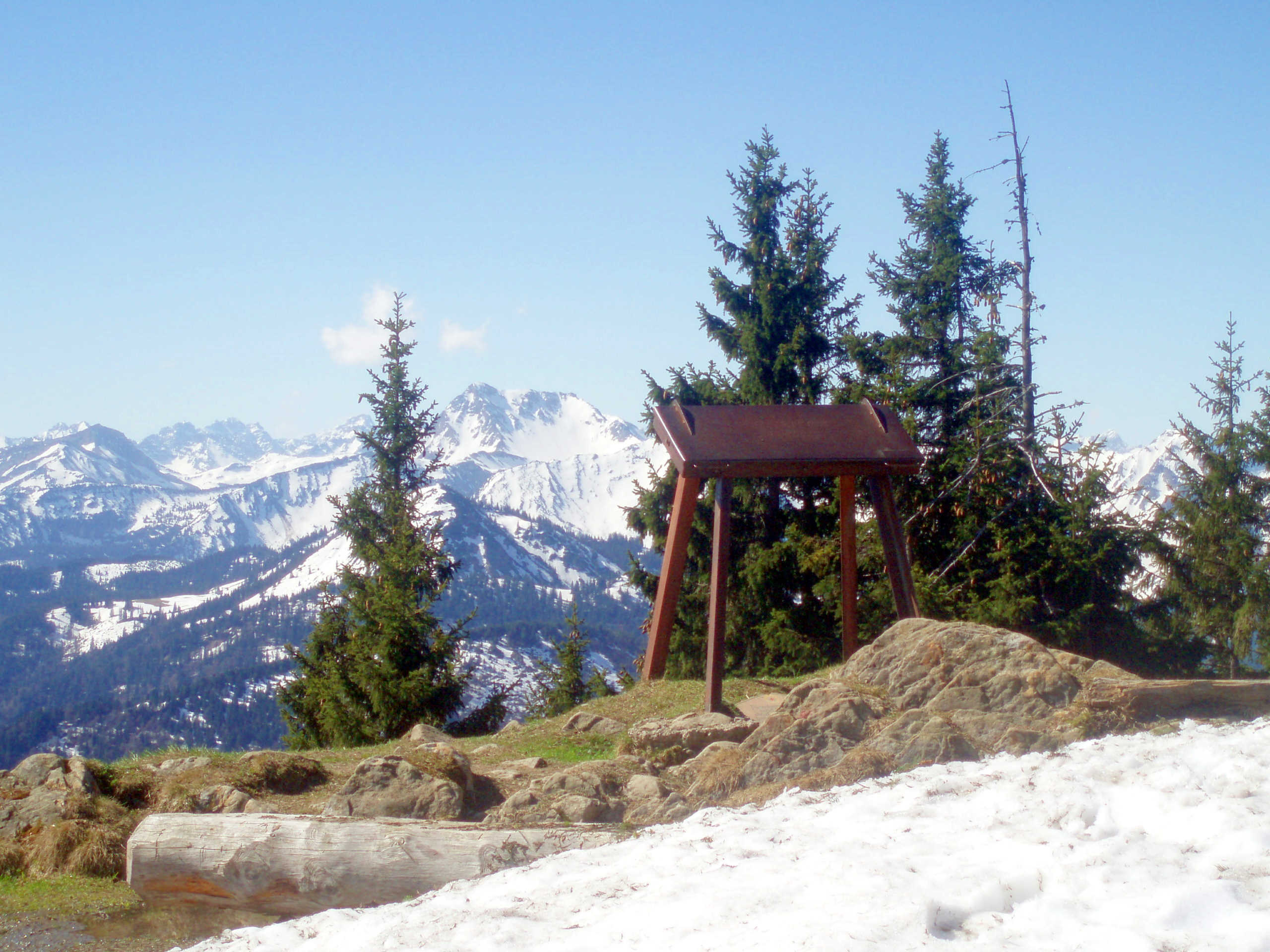
Blick vom Gipfel nach Süden

Der Edelsberg ist ein 1630 m ü. NHN hoher Berg im bayerischen Teil der Allgäuer Alpen. Am Gipfel befand sich einer der südlichen Endpunkte im ersten bayrischen Hauptdreiecksnetz.

## Lage und Umgebung
Der Edelsberg liegt am nordöstlichen Rand der Allgäuer Alpen, unmittelbar am Alpenrand. Wichtige Talorte am Edelsberg sind das nördlich gelegene Nesselwang, Pfronten im Osten sowie Jungholz im Südwesten.
Etwa 600 Meter nördlich vom Gipfel befindet sich der untergeordnete Gipfel der Alpspitz (1575 m). Zwei Kilometer westlich liegt die eigenständige Reuterwanne (1541 m).

## Routen zum Gipfel
Der Gipfel ist über Forststraßen und Wanderwege leicht zu erreichen. Der schnellste Zugang erfolgt von Norden über die nahe gelegene Bergstation der Alpspitzbahn Nesselwang. Vom Parkplatz der Talstation der Alpspitzbahn ist die Wanderung auf den Gipfel des Edelsbergs mit zwei Stunden angegeben.

## Pavillon
Bereits 1888 stand auf dem Edelsberg eine von der Sektion Falkenstein-Pfronten des Deutschen und Österreichischen Alpenvereins errichtete „offene Unterstands-Hütte gegen die Unbill der Witterung“. Der heute einige Meter südöstlich vom Gipfel gelegene Pavillon wurde im Rahmen eines gemeinsamen Interegg-Projekts von Jungholz und Nesselwang als Wetterschutzhütte nach historischem Vorbild neu aufgebaut und im September 2014 eingeweiht.